# Yawar Fiesta (novela)
Yawar Fiesta (Fiesta de sangre) es la primera novela del escritor peruano José María Arguedas, publicada en 1941. Pertenece a la corriente del indigenismo. Ambientada en el pueblo de Puquio (sierra sur del Perú), relata la realización de una corrida de toros al estilo andino (turupukllay) en el marco de una celebración denominada yawar punchay. Según los críticos, es la más lograda de las novelas de Arguedas. Se aprecia el esfuerzo del autor por ofrecer una versión lo más auténtica posible de la vida andina sin recurrir a los convencionalismos y al paternalismo de la anterior literatura indigenista de denuncia. Con esta novela se inaugura el llamado neoindigenismo.

## Elaboración
El tema de una corrida de toros al estilo andino (o «indio») como centro de un conflicto que enfrenta a razas y grupos sociales en un poblado de la sierra peruana, nació en la mente de Arguedas cuando, según su confesión, asistió a una corrida en Puquio, en julio de 1935. En esa ocasión, uno de los capeadores indígenas, apodado el Honrao, fue destrozado por el toro.
En 1937 Arguedas publicó dos relatos que son antecedentes de la novela: uno titulado «El despojo», que apareció en la revista limeña Palabra, N.º 4, mes de abril (que luego se constituyó en el segundo capítulo de la novela); y el otro titulado «Yawar (Fiesta)», publicado en la Revista Americana, año XIV, N.º 156, en Buenos Aires (que es una versión primigenia de la novela). Su deseo de rehacer este relato se vio interrumpido por su prisión en el penal El Sexto, entre 1937 y 1938, por lo que solo pudo llevarlo a la práctica en el segundo semestre de 1940, luego de asistir al Congreso Indigenista de Pátzcuaro (México). Se hallaba entonces en Sicuani, donde ejercía la docencia en un colegio nacional. Aprovechando unas vacaciones de medio año, escribió de corrido la novela.
Un incentivo para su labor fue un concurso continental de novela hispanoamericana convocada por una editorial de los Estados Unidos: jurados reunidos en cada país hispanoamericano debían elegir una novela representativa que sería enviada a un jurado internacional auspiciado por dicha editorial. En el Perú, el jurado nacional estuvo conformado por Augusto Tamayo Vargas, Estuardo Núñez, Luis E. Valcárcel, entre otros. A medida que avanzaba los capítulos de su novela, Arguedas los iba enviando a Lima, a su amigo el poeta Manuel Moreno Jimeno. La correspondencia entre ambos documenta al detalle la labor de Arguedas. Pero para este debió ser una decepción que su novela no fuera la elegida para representar al Perú, al ser desplazada por la obra de un desconocido, José Ferrando, titulada Panorama hacia el alba. Cabe agregar que la ganadora del concurso internacional fue nada menos que la gran novela indigenista del peruano Ciro Alegría, El mundo es ancho y ajeno, enviada en representación de Chile, donde dicho escritor se hallaba desterrado.

## Argumento literario
La novela relata una de las costumbres más tradicionales de las comunidades indígenas del Perú: la «corrida india» o turupukllay, que se celebra todos los años el 28 de julio, aniversario de la fundación de la República del Perú. La corrida india es un evento espectacular donde un toro debe enfrentarse, en un descampado, a unos cien o doscientos indios que hacen el papel de toreros o capeadores improvisados, muchos de los cuales terminan heridos o muertos por el animal. El momento culminante ocurre cuando el toro es destrozado con dinamita. Forman parte también de esta festividad la música de los wakawakras, (trompetas de cuerno de toro), la danza de las tijeras, los cánticos populares (huaynos), el consumo de aguardiente. Esta tradición se ve amenazada por una orden de prohibición que viene de la capital, al ser considerada el turupukllay una práctica «bárbara». Ante la negativa de los indígenas de acatar la orden, las autoridades, junto con la población blanca y la mestiza aculturada, buscan la manera de permitir las corridas, pero de una forma «decente»: el encargado de la lidia deberá ser un torero profesional, que lo haga a la manera «española». Con ello quitan la esencia misma de la fiesta, pero esta finalmente se realiza de acuerdo a la tradición indígena. Cabe señalar que en el relato que hace Arguedas de la fiesta no aparece el cóndor atado al lomo del toro, que actualmente es la variante más conocida del yawar fiesta, aunque si señala que tiempo atrás los puquianos lo realizaban de esa manera.

## Temas
El tema principal es la realización de la corrida de toros al estilo andino (turupukllay). Temas secundarios son: la invasión de los blancos o mistis a Puquio, los abusos y violencias de los gamonales (terratenientes) sobre los indígenas, la construcción de la carretera de Puquio a Nazca, la migración de miles de indígenas a Lima.

## Escenarios

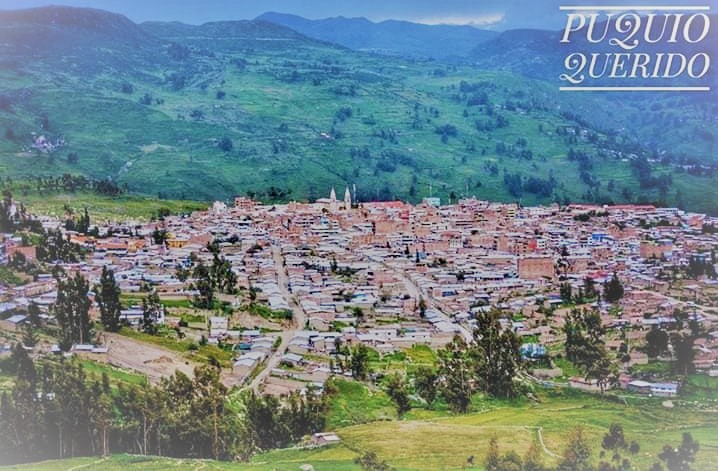
Puquio, escenario de la novela.

La novela está ambientada principalmente en Puquio, capital de la provincia de Lucanas en el departamento de Ayacucho, en la sierra sur peruana. El pueblo está conformado por cuatro ayllus indios (comunidades indígenas) : Pichk’achuri, K’ayau, K’ollana y Chaupi. Cada uno de estos ayllus tiene su barrio propio y su plaza. Los mistis o principales del pueblo (blancos y mestizos) vivían en el jirón Bolívar, en uno de cuyos extremos se extiende la plaza principal o de armas, en torno al cual se levantan los principales edificios públicos: la Subprefectura, el puesto de Guardia Civil, el Juzgado de primera instancia, la Municipalidad, la Escuela Fiscal de Varones.
Otros escenarios son:
- Las zonas altas cercanas a Puquio, donde vivían los punarunas (hombres de la puna) y el toro Misitu.[7]
- La ciudad de Lima, adonde habían migrado miles de lucaninos, entre los cuales los puquianos conformaban la colonia más numerosa y pujante, organizados en el Centro Unión Lucanas.[7]

## Época
Cronológicamente la obra está ambientada en la década de 1930, aunque hace regresiones a épocas pasadas, como los años 1920, e incluso a siglos antes, en tiempos de la gestación del pueblo puquiano.

## El narrador
Para Vargas Llosa, el principal personaje de la obra es el narrador, al que califica de sutil y versátil. Sutil, porque sabe ocultarse y finge invisibilidad; y versátil, porque tiene la habilidad de desplazarse para mostrarnos cabalmente el mundo complejo que recrea, dividido en grupos étnicos y culturas enfrentadas entre sí. Según el criterio de Vargas Llosa, este modo de narrar de Arguedas lo acerca más a los modernos narradores, por lo que ello sería uno de sus mayores logros literarios. Arguedas superaría así al narrador tradicional, que suele ser intruso, egolátrico y que interfiere constantemente en el relato, como ocurre en las obras de Ciro Alegría, por citar un ejemplo.

## Contexto literario
La novela es una de las obras representativas del movimiento literario neoindigenista, donde su autor utiliza una fusión estilizada de la lengua castellana y el quechua para tratar de describir de la manera más auténtica posible la realidad de los pueblos andinos del Perú, en particular los pueblos de la sierra centro y sur. El autor, aunque reconoce la importancia de los anteriores representantes del indigenismo (Enrique López Albújar, Ventura García Calderón), se diferencia de ellos y asegura mostrar más fielmente la realidad del indio, al haberse él criado y vivido en medio de ese ambiente andino. A ello se llama neoindigenismo, para distinguirlo del indigenismo primigenio.

## Contexto social
La obra describe una realidad enmarcada durante la primera mitad del siglo XX, época en que la sierra del Perú se hallaba sumida en un enfrentamiento entre los terratenientes blancos o mestizos (patrones) y los siervos indios (campesinos). Los opresores, apoyados por el gobierno central, tratan de imponer sus costumbres occidentales sobre los pueblos autóctonos del Perú; en contraparte, los indígenas pugnan por mantener sus tradiciones, en muchos casos ya amestizadas. Es también la época en que Lima empieza a inundarse de inmigrantes andinos, quienes se organizan en asociaciones o centros regionales para ayudarse mutuamente frente a los abusos y las discriminaciones que sufren. En realidad, el mundo social que Arguedas presenta en su obra es mucho más fragmentado de lo que se presume; también menciona a los chalos o mestizos pobres, que actúan de manera ambigua y acomodaticia ante las clases dominantes.

## Contexto ideológico
En el momento en el que autor compuso la novela, existía en el Perú una polémica ideológica entre dos interpretaciones contrapuestas: el socialismo y el capitalismo. La primera valorizaba la figura de José Carlos Mariátegui que respaldaba el colectivismo andino y la defensa del indio contra el abuso y la discriminación de las autoridades. El capitalismo, por su parte, defendía una estructura económica individualista que desconocía las tradiciones autóctonas. Esta tensión llevó a que muchas personas, entre ellas Arguedas, enfrentaran conflictos de identidad y tomaran conciencia de la importancia de revalorizar el mundo andino. Por ello, la novelística arguediana describe «un mundo en conflicto entre indígenas y patrones, a la vez que propone una visión estética diferente, basada en la perspectiva que tiene el mundo andino de su realidad y de las realidades ajenas» (Ángel Heredia).

## Resumen
Los primeros capítulos ofrecen el trasfondo histórico de los hechos dramáticos que van a seguir. Se habla de un tiempo en que la ciudad de Puquio y los lugares aledaños eran propiedad de los ayllus (comunidades indígenas), los mismos que después fueron invadidos por los mistis (gente blanca y mestiza), quienes se apoderaron de las tierras de cultivo para convertirlas en pastizales para alimento del ganado.
Luego se narra las preparaciones para el turupukllay (corrida de toros) en el marco de las celebraciones por el aniversario patrio; se oyen cánticos, suenan los wakawakras, trompetas de cuerno de toro que se tocan incesantemente durante las fiestas. Dos comunidades de indígenas, K’ayau y Pichk’achuri, rivalizan por destacarse en la fiesta. Los de K’ayau se ofrecen a capturar a Misitu, un famoso toro montaraz que vive en la puna. Entonces surge una apuesta entre don Julián Arangüena —hacendado en cuyos dominios pasta el toro— y don Pancho Jiménez —comerciante mestizo— sobre si los de K’ayau serán o no capaces de capturar a la fiera. Los comuneros logran la hazaña y trasladan al toro al pueblo, en medio de un ambiente de fiesta.
Aparecen los problemas cuando el subprefecto prohíbe por mandato del gobierno central que la fiesta sea a la manera «india», es decir, con la intervención del público como toreros espontáneos y con el uso de dinamita para matar al animal. Los principales mistis sugieren que la fiesta sea en adelante con la participación de un torero profesional y que se sigan las reglas de la tauromaquia española.
El pueblo de Puquio no está de acuerdo con que se realice la fiesta de la manera como quiere el gobierno central, pero algunos puquianos que radican en Lima contratan un torero español y lo envían a Puquio. Llega el día de la fiesta taurina, y el pueblo puquiano impone finalmente su tradición. El torero español es abucheado y en su lugar entran al coso los toreros puquianos, para lidiar a la manera «india», ante lo cual el subprefecto y las demás autoridades no se atreven a oponerse, temerosos de la reacción de la muchedumbre. El toro cornea en la pierna a uno de los toreros indígenas, que a duras penas es rescatado por sus compañeros. La faena concluye con el toro dinamitado, ante el regocijo de la gente que impone así su celebración de la "fiesta de sangre".

## Personajes
Los personajes de la obra se pueden dividir en tres grandes grupos:
- Los indios de Puquio, divididos en cuatro ayllus: K’ayau, Pichk’achuri, Chaupi, K’ollana. Sus autoridades son los varayoks, cuatro por ayllu, dieciséis en total. Cada uno de los cuatro grupos de varayok’s está encabezado por un varayok alcalde.[7]
- Los mistis (blancos y mestizos), son los vecinos notables o principales del pueblo, que viven en el jirón Bolívar. Conforman la clase dominante: terratenientes, negociantes, letrados, autoridades municipales. Junto con ellos están las autoridades enviadas desde Lima como representantes del gobierno central (subprefecto, jueces), generalmente blancos y costeños.[7]
- Los chalos o mestizos pobres, al servicio de los mistis (no confundir con cholos).[11]

Pero por una cuestión didáctica es necesario individualizar a los personajes en principales y secundarios.

### Principales
- El Misitu, es el toro elegido para la «corrida india». Vive solo en la puna, abrigado por los queñuales de Negromayo, en K’oñani, adonde los indios temían entrar. Posiblemente había huido de algún criadero cercano, pero los indios imaginaban que había salido de las aguas de una laguna y le atribuían cualidades sobrenaturales.[5]
- Los varayok’s o autoridades indígenas de Puquio, cuatro por cada uno de los cuatro ayllus, dieciséis en total. Encabeza cada ayllu un varayo’k alcalde.
- Don Julián Arangüena, misti o vecino notable de Puquio, es un terrateniente dueño del territorio donde vive el toro Misitu. Es detestado por los indios por sus violencias y abusos. No se opone a la «corrida india», aunque no simpatiza para nada con los indios, a quienes considera seres inferiores.[5]
- Don Pancho Jiménez, es otro misti o vecino principal de Puquio, dedicado a la venta de aguardiente y abarrotes. Es unos de los principales defensores de la «corrida india». Por su constante oposición a la autoridad y por azuzar a la gente del pueblo es apresado y tenido incluso como un peligro necesario de eliminar.[5]
- El Subprefecto, es la autoridad que representa al gobierno central. Es costeño y detesta las costumbres de los indios, por lo que está dispuesto a hacer cumplir la prohibición de las corridas indias.[5][14]

### Secundarios
- El alcalde don Antenor y sus concejales.
- El juez, amigo del alcalde
- Don Demetrio Cáceres, vecino principal de Puquio, que se pone a favor de la abolición de la corrida india, pero se deja entrever que solo lo hace para adular a las autoridades.
- Don Jesús Gutiérrez, otro vecino principal de Puquio, quien también está contra las costumbres de los indios que considera bárbaras.
- El Sargento, natural de Arequipa, encargado de resguardar el orden en el pueblo.
- Los capeadores o toreros indios: Wallpa, K’encho, el “Honrao” Rojas, el Tobías.
- El Vicario, representante de la Iglesia católica en Puquio. Es quien dirige la construcción de la carretera de Puquio a Nazca y quien convence a los indios a aceptar la realización de una corrida a la española.
- El layka o brujo de Chipau, quien se ofrece a acompañar a los indios k’ayaus durante la captura del Misitu, pues decía hablar de parte del auki K’arwarasu, deidad tutelar de la montaña de dicha nombre a quien los indios invocan su favor. Muere destripado por el toro.
- Ibarito II, torero español, radicado en el Perú desde hacía diez años. Es contratado en Lima por la comunidad de Lucanas, a fin de que toree «civilizadamente» en una plaza construida para tal fin en Puquio. Al final, rehúye enfrentarse a Misitu, ante las pifias del público.[5]
- El Estudiante Escobar o Escorbacha, mestizo de Puquio residente en Lima, es el presidente del Centro Unión Lucanas, asociación de hijos o naturales de la provincia de Lucanas residentes en la capital. Ideológicamente está influenciado por la prédica indigenista y el pensamiento mariateguista.[15]
- El chofer Martínez, indio de Puquio residente en Lima, es fiscal del Centro Unión Lucanas. Aprendió a hablar castellano y de vuelta a Puquio, se atreve a insultar al gamonal Julián Arangüena, llamándolo «ladrón».
- Guzmán, apodado el Obispo, es otro lucanino residente en Lima. Es empleado y ejerce como vocal del Centro Unión Lucanas. Destaca como orador.

## Estructura
La novela está dividida en 11 capítulos, titulados y numerados con dígitos romanos; cada capítulo trata temas aislados pero secuenciales, aunque algunos capítulos refieren hechos sucedidos tiempo atrás con respecto al relato central, como el capítulo II donde se relata del despojo que cometieron los invasores mistis, y el capítulo VII, donde se narra la construcción de la carretera de Puquio a Nazca y la migración de los lucaninos a Lima.

## Resumen por capítulos

### Pueblo indio
Se describe a Puquio, “pueblo indio” conformado por cuatro ayllus o barrios indios: Pichk’achuri, K’ayau, K’ollana y Chaupi. Entre ellos existía rivalidad para demostrar quién sobresalía más. Los mistis o principales del pueblo (blancos y mestizos) habían invadido el pueblo ya hacía mucho tiempo atrás, constituyendo un barrio que después fue conocido como el jirón Bolívar.

### El despojo
En este capítulo se describe los abusos y robos que realizaban los mistis contra los indios. Les arrebataban sus tierras mediante argucias legales y convertían terrenos tradicionalmente dedicados al cultivo de papa y trigo en alfalfares para alimentar al ganado, pues la venta de carne era más rentable. Incluso invadieron las tierras altas o puna, obligando a los indios de esa zona a entregarles ganado y a trabajar la tierra como peones.

### Wakawak’ras, trompetas de la tierra
Al acercarse las fiestas patrias del 28 de julio empiezan a oírse en el pueblo el sonido de los wakawak’ras, trompetas indias hechas de cuernos de toro y que anunciaban las corridas de toros al estilo indio (turupukllay). Se comentaba que para esta ocasión el ayllu de K’ayau se había comprometido a traer al toro Misitu, animal montaraz que vivía en la puna, al cual hasta entonces nadie había podido sacarle de su querencia.

### K’ayau
Los del ayllu K’ayau lograron convencer al hacendado don Julián Arangüena para que les cediera al Misitu, que pasteaba en las tierras altas de su propiedad. Todos celebraron el acontecimiento y en el pueblo no se hablaba sino de las próximas corridas que prometían ser todo un acontecimiento. Hasta mistis como el negociante don Pancho Jiménez se alegran, mas no el Subprefecto, quien consideraba las fiestas como algo bárbaro y pagano.

### El circular
El Subprefecto anuncia la llegada de un circular de parte del Gobierno por la cual se prohibían en toda la República las corridas de toro al “estilo indio”, a fin de evitar muertos y heridos. Los vecinos principales se dividen ante tal noticia: unos, encabezados por don Demetrio Cáceres, están de acuerdo con abolir lo que consideran una costumbre salvaje, mientras que otros, a través de la voz de don Pancho, solicitan que al menos se permita ese año celebrar por última vez las corridas según la costumbre india, pues los preparativos ya estaban avanzados. El Subprefecto se muestra inflexible y advierte que castigará a quien se atreva contradecirle. Don Pancho es encarcelado, acusado de revoltoso. Las autoridades municipales aceptan lo ordenado en la circular y como alternativa se acuerda la contratación de un torero profesional en Lima, a fin de realizar corridas al estilo “civilizado”, es decir, español.

### La autoridad
Enterados de la prohibición, los indios se reúnen en masa en la plaza principal, donde el alcalde y el vicario logran tranquilizarlos, garantizándoles que de todas maneras habría turupukllay. El Subprefecto hace traer a su despacho a don Pancho, con quien tiene una conversación muy accidentada; al final lo suelta, advirtiéndole que no azuzara a los indios, pues de lo contrario volvería a prisión. Cuando ya estaba don Pancho retirándose, caminando en medio de la plaza, el Subprefecto ordena al Sargento que le dispare por la espalda, pero el Sargento se niega a realizar tal villanía. Este capítulo nos muestra descarnadamente la degeneración moral de las autoridades enviadas desde la capital.

### Los “serranos”
En este capítulo se describe la migración de miles de lucaninos hacia la capital, lo cual fue posible gracias a la carretera de Puquio a Nazca, de 300 kilómetros, que los mismos puquianos construyeron en solo 28 días, dirigidos por el Vicario o cura del pueblo. La mayoría de los inmigrantes andinos trabajan como obreros, empleados y sirvientes, e invaden terrenos en los arenales donde construyen viviendas precarias, aunque también llegan a Lima algunos mistis adinerados quienes instalan negocios y compran terrenos  en zonas residenciales. En general son tratados despectivamente por los limeños y llamados “serranos” a modo de insulto. Los lucaninos residentes en Lima forman una asociación para defenderse y apoyar a sus coterráneos, el Centro Unión Lucanas. Su presidente es el estudiante Escobar, un mestizo de Puquio, influenciado por el pensamiento de José Carlos Mariátegui, sociólogo marxista.

### El Misitu
En este capítulo se cuenta sobre el toro Misitu, que era un ser casi legendario, pues los indios decían que no tenía padre ni madre sino que había surgido de un remolino de las aguas de la laguna Torkok’ocha; su fama sobrepasaba los límites de la provincia de Lucanas. Vivía en la puna o zona alta, abrigado por los queñuales de Negromayo, en K’oñani. El hacendado don Julián Arangüena había intentado capturarlo, sin lograrlo, por lo que decidió regalarlo, primero a los habitantes de K’oñani y finalmente a los de K’ayau.

### La víspera
El Subprefecto llamó a su despacho a los principales vecinos para acordar la manera prudente de hacer cumplir la circular sin causar el malestar de los indios. Uno de los vecinos, don Demetrio, le informa del plan del Vicario: harían construir un pequeño coso en la plaza de Pichk’achuri y se convencería a los pobladores que era mejor espectar allí el evento, en vez de usar todo el pampón de la plaza. También se les persuadiría de evitar el uso de dinamita y el ingreso del público a la arena, a fin de evitar muertos y heridos. Se informa también que ya en Lima el Centro de Lucanas había contratado a un torero español para enviarlo a Puquio. El Subprefecto acepta todos estos planes; el Vicario cumple entonces su parte y convence a los varayok’s indios de construir un pequeño coso con troncos de eucaliptos.

### El auki
El narrador explica la relación y la veneración que tienen los puquianos hacia los espíritus de los cerros, especialmente hacia el auki (jefe) K’arwarasu, padre de todas las montañas de Lucanas. Los del ayllu de K’ayau se encomiendan a él para lograr la captura del Misitu. Encabezados por el varayok alcalde suben a su cumbre y entierran una ofrenda. De regreso les acompaña el layka (brujo) de Chipau, quien se ofrece a guiarlos a capturar al toro. Los de K’ayau logran lacear al Misitu y lo llevan a rastras hacia el coso de Puquio. El layka es destripado por el toro y su muerte se entiende como un sacrificio de sangre para compensar el favor otorgado por el auki.

### Yawar Fiesta
El día de la festividad patria apareció una multitud inmensa en Puquio, proveniente de toda la provincia de Lucanas e incluso de otros lugares más lejanos, para ver el evento taurino que se realizaría en el coso armado en la plaza de Pichk’achuri. Mientras tanto, don Pancho y don Julián fueron encerrados en la cárcel por órdenes del Subprefecto, para evitar que revolvieran a los indios. El coso rebalsó y muchos se quedaron en las afueras, insistiendo ingresar vanamente. Apareció el Misitu en la Plaza y de inmediato ingresó el torero Ibarito II, quien ante la música de los wakawakras y el canto lúgubre de las mujeres, sintió inseguridad. Al principio capeó bien, pero luego el toro buscó su cuerpo y trató de arrollarlo, aunque pudo escapar y refugiarse en los escondederos. Ello provocó la burla de los indios, quienes exigieron que salieran a torear los suyos: el Wallpa, el Honrao, el Raura, el K’encho. El primero en ingresar fue Wallpa, quien luego de dos hábiles capeadas, fue alcanzado por el toro, que incrustó uno de sus cuernos en su ingle, clavándolo en uno de los troncos de la cerca. Los demás toreros indios lograron con gran esfuerzo separar al toro del cuerpo de Wallpa. El varayo’k alcalde de K’ayau alcanzó un cartucho de dinamita al Raura, con el que finalmente hirieron mortalmente al toro, mientras que Wallpa sangraba a borbotones por la pierna, inundando el suelo con su sangre. El alcalde le dijo entonces al Subprefecto que así eran sus fiestas, el yawar punchay verdadero.

## Apreciaciones críticas
Antonio Cornejo Polar señala que

“Yawar fiesta rectifica varias normas básicas de la novela indigenista tradicional. Por lo pronto, más que revelar la opresión y congoja de los indios, esta novela busca subrayar el poder y la dignidad que el pueblo quechua ha sabido preservar pese a la explotación y al desprecio de los blancos. Es la narración del triunfo de este pueblo en su decisión de conservar su idiosincrasia cultural y ciertos aspectos de su organización social.”

Julio Ramón Ribeyro ha dicho de esta novela que su autor

“traza en ella la mejor semblanza social y económica de lo que puede ser un pueblo grande de la sierra, que no tiene parangón en nuestra literatura por la exactitud de la información y la lucidez del análisis.”

## Adaptación cinematográfica

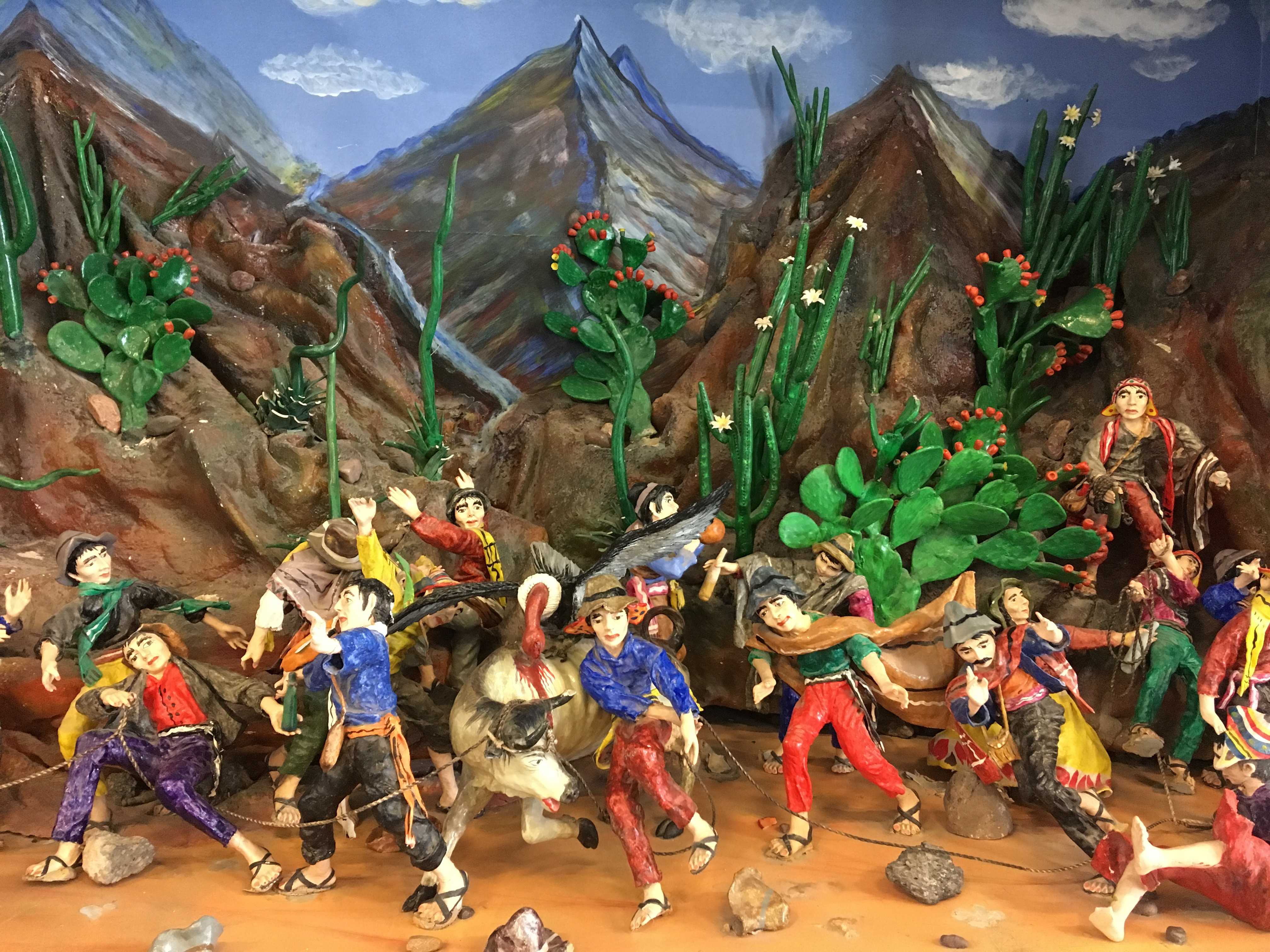
Retablo ayacuchano donde se representa la festividad del yawar fiesta, que incluye al cóndor sobre el lomo del toro.

La novela fue llevada al cine por Luis Figueroa, cineasta cuzqueño. Se estrenó en 1986 y su realización mereció varios reconocimientos internacionales. Cabe destacar que en la película se adiciona un detalle que no figura en la novela: la participación del cóndor atado al lomo del toro de lidia, que no obstante es una variante verdadera del yawar fiesta celebrado especialmente en los departamentos de Ayacucho y Apurímac.